# Costeremus ornatus
Costeremus ornatus är en kvalsterart som beskrevs av Aoki 1970. Costeremus ornatus ingår i släktet Costeremus och familjen Hungarobelbidae. Inga underarter finns listade i Catalogue of Life.